# 无舌三肋果
无舌三肋果（学名：Tripleurospermum homogamum）为菊科三肋果属下的一个种。生长在高山林缘。见于中国新疆北部（布尔津）。1980年，该物种首次得到科学描述。

## 发现地点
- 中华人民共和国
  - 新疆维吾尔自治区北部[1]